# Бульвар Александр-Таше
Бульвар Александр-Таше, фр. Boulevard Alexandre-Taché — крупная дорога, проходящая с востока на запад г. Гатино, Квебек. Названа в честь Александра Таше, бывшего члена Национальной ассамблеи от округа Халл, председателя Национальной ассамблеи в 1945—1955 гг. и ближайшего соратника Мориса Дюплесси.

## География
Бульвар начинается на западной границе сектора Халл с сектором Элмер непосредственно к западу от бульвара Сен-Реймон и к югу от микрорайона Manoir des Trembles (к западу от этого места бульвар известен как «Элмерская дорога», фр. Chemin d’Aylmer). Далее бульвар идёт на восток через микрорайоны Val-Tetrault и St-Jean Bosco, проходя мимо южной оконечности огромного парка Гатино. Заканчивается бульвар у въезда на мост Шодьер перед комплексом офисных небоскрёбов «Шодьерские террасы», где, поворачивая на север, переходит в улицу Лорье.

## Достопримечательности
На бульваре расположен Кампус «Александр Таше» Квебекского университета в Оттаве. В 2010-е гг. предполагается соорудить ещё несколько зданий университета. Здесь также расположена музыкальная консерватория.
На пересечении бульвара с мостом Шодьер расположено историческое здание бумажно-целлюлозного завода компании Э. Б. Эдди. В настоящее время завод и ряд строений вдоль моста принадлежат компании Domtar.

## Микрорайоны
- Manoir des Trembles
- Val-Tetrault
- St-Jean Bosco/Wrightville
- Île de Hull/Vieux-Hull
- Downtown